# Cerotainia nigra
Cerotainia nigra är en tvåvingeart som beskrevs av Jacques-Marie-Frangile Bigot 1878. Cerotainia nigra ingår i släktet Cerotainia och familjen rovflugor. Inga underarter finns listade i Catalogue of Life.